# Боголюбов, Константин Васильевич
 Константин Васильевич Боголюбов (23.08.1897—27.03.1975) — русский прозаик, известный своими историческими романами, публицист, критик.

## Биография
Родился 23 августа 1897 г. в семье священника в селе Александровское Красноуфимского уезда Пермской губернии. Детские годы прошли в селе Вильгорт Чердынского уезда, где в местном храме служил его отец.
В 1916 г. окончил гимназию в Перми и поступил на историко-филологический факультет Пермского университета. Через год был мобилизован в царскую армию.
Зимой 1918 г. вернулся на Урал, жил и работал учителем в деревне Бормотово Верх-Юсьвенской волости, откуда был мобилизован в Белую армию в начале 1919 г., но вскоре перешёл на сторону красноармейцев. Этот эпизод своей жизни описал в книге воспоминаний «Годы и встречи».
В годы Гражданской войны и до 1925 г. Боголюбов служил в армии, где ему пришлось не только воевать, но и заниматься ликвидацией безграмотности среди солдат, сотрудничать в газетах «Красноярский рабочий», «Красное знамя» (Владивосток). На конкурсе Урало-Сибирского военного округа его рассказ «В бурю» получил премию.
По возвращении на Урал Боголюбов в 1926 г. переехал в Свердловск, где начал преподавательскую работу, сначала в Урало-Сибирском коммунистическом университете, с 1933 — в Свердловском институте журналистики, а с 1941 г. — в Уральском государственном университете.
Во время Великой Отечественной войны К. В. Боголюбов в возрасте 45 лет был призван в армию и работал сначала в дивизионной, потом в окружной газете. После демобилизации вернулся в университет на факультет журналистики, где преподавал до октября 1956 года. В 1957 г. вышел на пенсию.

## Сочинения
- Идет война народная, сборник рассказов о Великой Отечественной войне (1942)
- Связанные крылья [Текст] : Ист. повесть [об изобретателе Е. П. Бобылеве]. - [Свердловск] : Свердл. обл. гос. изд-во, 1952. - 248 с., 1 л. ил. : ил.; 21 см.
- Зарницы [Текст] ; [Связанные крылья] : Ист. повести. - Свердловск : Кн. изд-во, 1961. - 440 с., 1 л. ил. : ил.; 21 см.
- Атаман Золотой; Грозный год : [Ист. повести]. - Свердловск : Кн. изд-во, 1963. - 290 с. : ил.; 21 см.
- Алешина находка: [Повесть] : [Для младш. и сред. возраста] / [Ил.: В. Васильев]. - Свердловск : Кн. изд-во, 1957. - 36 с., 4 л. ил. : ил.; 22 см.
- Маршевая рота [Текст] : [Рассказы]. - Свердловск : Кн. изд-во, 1956. - 120 с.; 17 см.
- Грозный год [Текст] : Ист. повесть / [Ил.: В. Жабский]. - Свердловск : Кн. изд-во, 1958. - 188 с., 1 л. ил. : ил.; 21 см.
- Человек без имени [Текст] : Повесть : [Для сред. и старш. школьного возраста] / [Ил.: В. Волович]. - Свердловск : Кн. изд-во, 1962. - 170 с., 2 л. ил.; 17 см.
- «На заре то было на утренней…». Человек без имени : Повести : [Для сред. и ст. школьного возраста] ; К. Боголюбов; [Худож. А. С. Ехамов] — Свердловск : Сред.-Урал. кн. изд-во, 1977. — 271 с. : ил.; 20 см.
- Годы и встречи [Текст] : Воспоминания. — Свердловск : Сред.-Урал. кн. изд-во, 1975. — 127 с., 1 л. портр. : ил., 17 см.
- Певец Урала: Очерки жизни и творчества Д. Н. Мамина-Сибиряка. - Свердловск : Свердлгиз, 1939. - 144 с.; 21 см.
- Товарищ Сима [Текст] : Докум. повесть [о Симе Дерябиной]. - Свердловск : Сред.-Урал. кн. изд-во, 1969. - 112 с.; 17 см.